# بقعه شاهزاده سلطان محمود
بقعه شاهزاده سلطان محمود مربوط به دوره ایلخانی است و در شهرستان قوچان، ۵۰۰ متری غرب روستای رهورد واقع شده و این اثر در تاریخ ۶ مهر ۱۳۸۴ با شمارهٔ ثبت ۱۳۴۲۶ به‌عنوان یکی از آثار ملی ایران به ثبت رسیده است.